# باتاگولا
باتاگولا (به لاتین: Batagolla) یک منطقهٔ مسکونی در سری‌لانکا است که در استان مرکزی (سری‌لانکا) واقع شده‌است.